# Don Herbert
Don Herbert Kemske, meglio conosciuto come "Mr. Wizard" (10 luglio 1917 – 12 giugno 2007), è stato un conduttore televisivo statunitense.
È stato il conduttore di due popolari programmi televisivi statunitensi sulla scienza indirizzati ai bambini.